# Тімоті Лоренс
Сер Тімоті Лоренс (англ. Sir Timothy James Hamilton Laurence, нар. 1 березня 1955), KCVO, CB, ад'ютант Її Величності — британський віцеадмірал (30.04.2007). Другий чоловік принцеси Анни, єдиної дочки королеви Єлизавети II.

## Біографія
Народився 1 березня 1955 року в Південному Лондоні.
Закінчив Університетський коледж Даремського університету (бакалавр географії з відзнакою). Був редактором студентської газети «Palatinate» і капітаном команди крикету.
У 1973—2011 роках перебував на службі в Королівському військово-морському флоті. Лейтенант (березень 1977).
Віцеадмірал (30.04.2007), контрадмірал (05.07.2004), капітан (06.1998), капітан (30.06.1995), командер (1988).
З 12 грудня 1992 року перебуває у шлюбі з принцесою Анною. Спільних дітей немає.
З 01.08.2004 — ад'ютант Її Величності.
Сер з червня 2011 року.